# مانومنت هیلز (کالیفرنیا)
مانومنت هیلز (به انگلیسی: Monument Hills) یک منطقهٔ مسکونی در ایالات متحده آمریکا است که در شهرستان یولو، کالیفرنیا واقع شده‌است. مانومنت هیلز ۱۰٫۴۲۶ کیلومتر مربع مساحت و ۱٬۵۴۲ نفر جمعیت دارد و ۴۱ متر بالاتر از سطح دریا واقع شده‌است.